# カメノコハムシ
カメノコハムシ（亀子葉虫、Cassida nebulosa、英:Beet Tortoise Beetle）はハムシ科に属する昆虫の一種。日本、朝鮮半島、中国、モンゴル、シベリアからヨーロッパに分布する。日本国内では九州から北海道まで全国各地に分布する。
成虫、幼虫ともにアカザ科植物の葉を食べる。

## 形態
成虫は体長約8ミリメートル、楕円形で扁平、背面は灰緑から黄褐色、腹面は黒色、脚は黄褐色である。雄と雌はほぼ同じ形であり、雌がやや大きい。
卵は直径約1.2ミリメートルで長楕円形である。シロザの葉裏に、数個から数十個の卵を膜に包まれた1-2層の卵塊で産み付ける。

## 生態
一般に年に2回発生する。

## 害虫
一般的にはシロザ（アカザ）の葉を食べるが、同じくアカザ科のテンサイの葉も食べるため、農業害虫でもある。防除には有機リン剤や合成ピレスロイド剤が用いられる。